# Bartonville
Pour les articles homonymes, voir Bartonville (homonymie) et Barton.
Bartonville est une municipalité américaine du comté de Denton au Texas. Au recensement de 2010, Bartonville comptait 1 469 habitants.